# セグロウミヘビ
セグロウミヘビ（背黒海蛇、Hydrophis platurus）は、有鱗目コブラ科ウミヘビ属に分類されるヘビ。特定動物。有毒。

## 分布
太平洋、インド洋の暖海域に広く分布し、日本の沿岸にもよく現れる。

## 形態
全長は60-90cm。体重は100グラムから200グラムの小型の蛇である。
体形は側偏する。斜めに列になった胴体背面の鱗の数（体列鱗数）は46-68。本種は他のウミヘビ亜科の種と同様、卵胎生を獲得して産卵のための上陸が不必要となった完全な海洋生活者であり、その遊泳生活に応じて、他のヘビでは地上を進むのに使用されている腹面の鱗（腹板）は完全に退化している。頭部は小型で細長い。前牙類のため上顎の前方に毒牙があるが、牙は比較的小さい。
名前の由来は、背が黒いことから。腹面は黄色もしくは淡褐色で、色味は個体により黄色の強いものから象牙色に近いものまでかなりの幅がある。体色は全身にわたってほぼ二色にくっきりと分かれているが、尾部のみは黄色や淡褐色地に黒色、もしくは黒色地に黄色あるいは淡褐色の斑点模様、または太い波型の縞模様になっている個体が多くみられる。全身が黄色でまばらに僅かに黒色の斑点のある変異個体や、黒色部の全くない白化個体（アルビノ）も確認されている。
この二色に分かれた体色は、主に沖合の海面付近に生息するために、外敵に見つかりにくい色になったためであり、サバやマグロなどの回遊魚と同様の進化であると考えられている。黄色と黒というその非常に特徴的な体色は肉が毒を持つことの警戒色の意味もあるのではないかと考えられている。

### 毒
牙に毒を持つ。毒は神経毒で、毒牙が小さいため一噛みあたりの注入量は少ないが、人を殺せるほど強力なもので、非常に危険である。また、本種は肉にも毒があるので、食用にはならない。

## 生態
外洋に生息するが暖流に乗って日本近海にも現れ、北海道辺りまで北上することもある。ヘビの中で唯一の外洋性である完全水棲種で、3時間半もの間、呼吸を止めて水中に潜ることが出来る。外洋で水分を摂取する方法として、かつては海水を飲んで塩分を舌下の塩類腺から排出することで水分を得ると考えられていたが、腺の小ささから海水から水分を得るのは難しく、2019年2月に発表された論文では雨天時に一時的に海面に溜まった雨水を飲むのではないかとの説を示している。
腹板が退化しているため陸地に打ち上げられると全く身動きがとれずにそのまま死んでしまうことがある。反面遊泳力は強い。研究段階ではあるが、海流に乗って何千キロメートルも移動しているとの報告があり、フィリピンからハワイの東まで、またはメキシコからインド洋西部のモーリシャス島まで移動している可能性がある。
食性は動物食で、主に魚類を食べる。
繁殖形態は卵胎生で、11月頃に海岸に近づき、海中で20cm前後の幼蛇を2-6頭産む。
ウミヘビの中では比較的性質が荒い種であり、動物園で飼育されていた本種は給水器に何度も噛み付くほど凶暴だったという。

## 人間との関係
本種は日本の出雲地方では「龍蛇様」と呼ばれて敬われており、出雲大社や佐太神社、日御碕神社では旧暦10月に、海辺に打ち上げられた本種を神の使いとして奉納する神在祭という儀式がある。これは暖流に乗って回遊してきた本種が、ちょうど同時期に出雲地方の沖合に達することに由来する。
出雲大社からの勧請とされる佐渡市の牛尾神社には、宝物としてセグロウミヘビが納められている。
和歌山県白浜町の南方熊楠記念館には「ウガ」と呼ばれるセグロウミヘビの尾にコスジエボシが寄生した標本がある。